# Stan Marsh

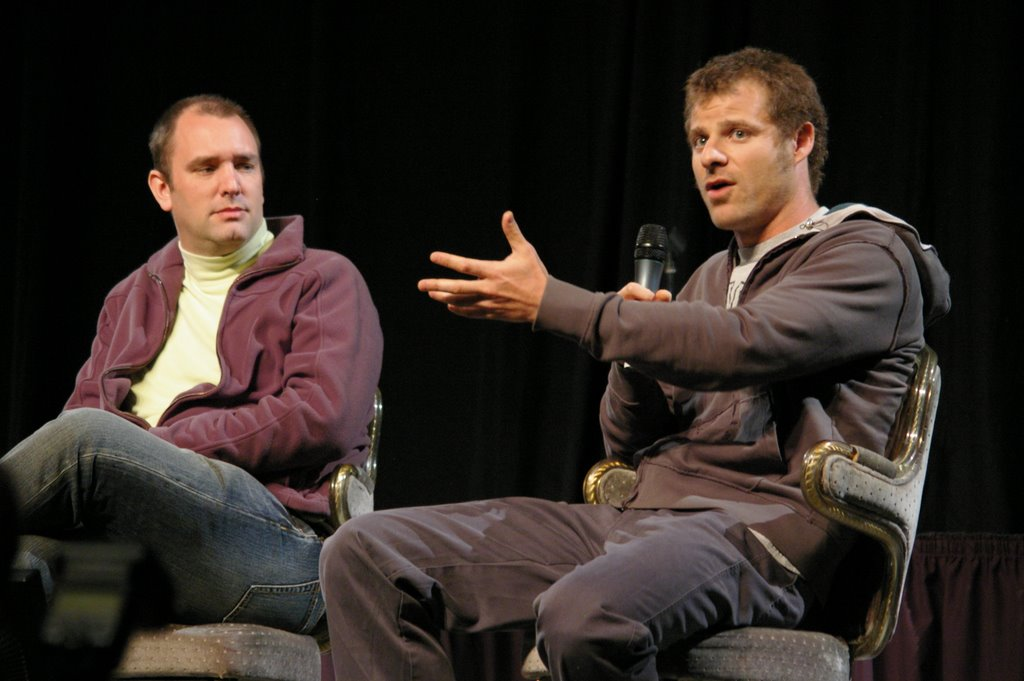
Zatímco postava Stana Marshe byla založená na Trey Parkerovi, Kyle Broflovski byl vymodelován na Mattu Stoneovi (vpravo)

Stan Marsh je fiktivní postava z amerického animovaného seriálu South Park, vysílaného na Comedy Central, kde společně s Ericem Cartmanem, Kylem Broflovskim a Kenny McCormickem patří mezi hlavní postavy. Jedná se o postavu částečně založenou na spolutvůrci South Parku, Treyi Parkerovi.

## Osobnost
Stejně jako i Stanovi přátelé, i sám Stan je často vulgární a nebere si servítky před ničím, zvláště útokům Erica Cartmana na jeho přátelé Kyla a Kennyho a pohledy na svět. Stan tak jako Parker je co se módy týče podílí na aktuálních trendech. Stan patří mezi nejmorálnější a nejupřímnější hlavní postavy.
Téměř pokaždé, kdy na Stana promluvila Wendy, (dívka, do které je Stan zamilovaný) se Stan pozvracel.
Stan má rád fekální humor, kanadské duo Terrance a Phillip.
Pokaždé když má Stan morálně laděný proslov na konci epizody, začíná větou „You know, I learned something today...“, kterou používají i jiné postavy, nejméně však Cartman.

## Rodina
Stanovi rodiče jsou Sharon a Randy Marshovi. Randy se živí jako geolog, má však i své alter-ego, zpěvačku Lorde. Sharon je žena v domácnosti, která se stará o svého syna.